# Tous à l'Ouest (jeu vidéo)
Pour le film homonyme, voir Tous à l'Ouest.
Tous à l'Ouest est un jeu vidéo sorti le 21 novembre 2007 en Europe sur Windows, Nintendo DS, et Wii, édité par Atari. Tate Interactive s'est chargé de développer les versions Windows et Wii, tandis que Neko Entertainment s'est chargé de la version Nintendo DS.

## Système de jeu
Le jeu — qui s'inspire du film homonyme sorti à la mi-2007, appartenant à la franchise Lucky Luke, — est un party-game (jeu vidéo de mini-jeux) « à destination des 7-12 ans ». La version DS se joue entièrement au stylet. Le joueur peut notamment y incarner Lucky Luke ou Joe Dalton, et s'atteler à une quarantaine d'épreuve en tir en vue subjective, de course et de dessin. Une épreuve notable est celle de danser le French cancan.

## Accueil
Le site web français Jeuxvideo.com lui attribue une note de 9/20 pour la version Nintendo DS, et 10/20 pour la version Wii indiquant que « c'est sans conteste là l'aspect le plus réussi d'un titre qui par ailleurs, manque cruellement d'inspiration » et que les épreuves ont « des similitudes troublantes avec les activités illicites des Lapins crétins d'Ubisoft ».